# Écouen
Écouen es una comuna francesa situada en el departamento de Valle del Oise, en la región de Isla de Francia.
Es parte del área metropolitana de París.

## Demografía
| 3024 | 3887 | 4494 | 4338 | 4846 | 7084 | 7099 |
| Para los censos de 1962 a 1999 la población legal corresponde a la población sin duplicidades (Fuente: INSEE [Consultar]) |      |      |      |      |      |      |